# طبسین بالا
طبسین بالا روستایی در دهستان بندان بخش مرکزی شهرستان نهبندان استان خراسان جنوبی ایران است. بر پایه سرشماری عمومی نفوس و مسکن در سال ۱۳۹۰ جمعیت این روستا ۸۶۱ نفر (در ۱۸۲ خانوار) بوده است.